# Кэнол (трасса)
Дорога Кэнол (англ. Canol Road), другое название — Юконская трасса 6) проходит от 1295-го км аляскинской трассы до границы с Северо-западными территориями и проходит полностью по территории Юкон, Канада. Общая протяженность трассы 462,7 км. 
Трасса была построена в годы Второй мировой войны и проходила вдоль нефтепровода, соединяющего аляскинскую трассу с нефтяными месторождениями на севере Канады. Отсюда и название трассы — СANOL (Canadian Oil). Расходы на строительство превысили смету в пять раз, однако в марте 1945 года нефтепровод и автодорога были заброшены. В 1960-х годах на волне возросшего интереса к веломаршрутам был организован Исторический маршрут Кэнол. Маршрут поддерживается правительством Юкона в летнее время.